# Фернандо Рех
Фернандо Луиш Рех (порт. Fernando Luiz Rech; род. 15 марта 1974, Кашиас-ду-Сул, Бразилия) более известный как Фернандо Рех (порт. Fernando Rech) — бразильский футболист, нападающий.

## Биография

### Футбольная карьера
Фернандо является выпускником молодежных команд клуба «Жувентуде», где в 1993 году он был лучшим бомбардиром команды молодёжной команды до 20 лет. Дебютировал в профессиональном футболе в 1994 году и сразу стал чемпионом Серия B. Позднее играл за различные бразильские клубы и опять за «Жувентуде», а также выступал за «Палмейрас». В 1997 году отправился выступать в Японию за «Иокогама Флюгельс» выйдя на поле 14 раз и забив 5 голов.
В 1999 году он выиграл Кубок Бразилии, выступая за «Жувентуде», даже забив гол в первой игре финала против «Ботафого» на 14-й минуте 1-го тайма.
После своего третьего пребывания в «Жувентуде» Фернандо четыре года играл в австралийском чемпионате за клубы «Брисбен Страйкерс» и «Парраматта Пауэр СК» забив много голов и получив Медаль Джонни Уоррена в 2002 году. По возвращении в Бразилию Фернандо был подписан командой «Эшпортиву Бенту Гонсалеша» с которым выиграл Кубок Федерации Футбола Гаушу 2004 года, а также стал лучшим бомбардиром кубка с 13 голами. В 2005 году Фернандо вернулся в Австралию, подписав контракт с клубом «Аделаида Юнайтед», где выступал вместе с Ромарио. Выступал за клуб до 2004 года, выйдя 44 раз в составе и забив  15 голов.
Он снова вернулся в Бразилию в 2008 году, снова играя за «Эшпортиву Бенту Гонсалеша». В том же году он выступал в «Авениду», где и закончил свою карьеру.

### Тренерская карьера
Он вернулся в «Жувентуде» где занимал должность футбольного менеджера в 2008 и 2009 годах. В 2011 году он был тренером молодежной команды до 20 лет, позднее в том же сезоне стал помощником главного тренера Антониу Пиколли. В 2016 году он взял на себя техническую координацию молодежных команд и был одним из тех, кто отвечал за подбор футболистов, которые впоследствии преуспели в клубе. В сентябре 2022 года он вновь занял пост технического координатора «Жувентуде».

## Достижения

### Клубные
- Победитель Серия B: 1 (1994)
- Победитель Кубок Бразилии: 1 (1999)
- Победитель Кубка ФФГ: 1 (2004)

### Личные
- Медаль Джонни Уоррена: 1 (2002)
- Лучший бомбардир Кубка ФФГ: 1 (2004)